# جورج سكوت الثالث
جورج سكوت الثالث (بالإنجليزية: George Scott III)‏ هو موسيقي أمريكي، ولد في 16 أكتوبر 1953 في برلنغتون في الولايات المتحدة، وتوفي في 5 أغسطس 1980 في نيويورك في الولايات المتحدة بسبب جرعة زائدة.

## وصلات خارجية
- جورج سكوت الثالث على موقع ميوزك برينز (الإنجليزية)
- جورج سكوت الثالث على موقع ديسكوغز (الإنجليزية)